# Dulnain Bridge
Dulnain Bridge (gälisch: Inbhir Tuilnein) ist eine Ortschaft in der schottischen Council Area Highland. Sie liegt in den Cairngorms im Tal des Spey, der Dulnain Bridge einen Kilometer in südlicher Richtung passiert. Seinen Namen erhält die Ortschaft von dem Fluss Dulnain, der südlich in den Spey mündet. Dulnain Bridge liegt etwa drei Kilometer südwestlich von Grantown-on-Spey und 36 Kilometer südöstlich von Inverness. Es ist durch die A95 und die A938 an das Fernstraßennetz angeschlossen.

## Geschichte
Die Ortschaft entwickelte sich um eine Brücke über den Dulnain, die im Jahre 1754 als Teil einer Militärstraße erbaut wurde. Die Brücke wurde 1791 ersetzt und bei der Flut von 1829 zerstört. Ein Ersatz wurde im Folgejahr fertiggestellt. Später entwickelte sich Dulnain Bridge als Touristenziel. 1971 lebten 119 Personen in Dulnain Bridge.